# Brittoli
Brittoli ist eine italienische Gemeinde mit 249 Einwohnern und liegt in der Nähe von Carpineto della Nora und Civitaquana in der Provinz Pescara.

## Geografie
Die Gemeinde erstreckt sich über ca. 15,8 km².
Zu den Ortsteilen (Fraktionen) zählen Collevertieri, Cona, Pagliar di Tono, Peschiole und San Vito.
Die Nachbargemeinden sind: Capestrano, Carpineto della Nora, Civitaquana, Corvara, Pietranico, Vicoli und Villa Santa Lucia degli Abruzzi.

## Weinbau
In der Gemeinde werden Reben der Sorte Montepulciano für den DOC-Wein Montepulciano d’Abruzzo angebaut.